# 443 Photographica
443 Photographica eller 1899 EF är en asteroid i huvudbältet, som upptäcktes 17 februari 1899 av de tyska astronomerna Max Wolf och Friedrich Karl Arnold Schwassmann. Asteroiden har fått sitt namn efter det tyska ordet Photographica, som översatt till svenska blir Fotografi.
Asteroiden har en diameter på ungefär 26 kilometer.